# Lars Hernodius
Lars Hernodius, född 11 mars 1658 i Boteå socken, död 29 april 1729 i Burträsks socken, var en svensk präst.
Hernodius inskrevs som student vid Uppsala universitet i oktober 1675. År 1678 blev han kollega i Härnösands trivialskola men prästvigdes 1679 och tillträdde 1683 som komminister i Umeå landsförsamling. Hernodius fungerade i august 1693 som notarie vid prostundersökningen i Burträsks församling om samarbetssvårigheterna mellan kyrkoherden Israel Stecksenius och komminister Stefan Dahlin. I maj 1709 tillträdde Hernodius som kyrkoherde i Burträsks församling men bad i november 1721 att hans son Anders Hernodius skulle överta pastorssysslan, vilket beviljades, och sonen tillträdde året därpå. Hernodius avled 1729.
Hernodius var son till Anders Hernodius, som var kyrkoherde i Selångers församling, och Elsa Anthelius. Han var gift med Anna Hillman, ibland kallad Hilleman, vilken var född i Brunflo socken och var dotter till häradsskrivaren Daniel Hillman och Christina Alander. I äktenskapet föddes förutom sonen Anders Hernodius, sonen Wilhelm Hernodius som blev komminister i Luleå landsförsamling, dottern Elsa Hernodius, som var gift med kyrkoherden Olof Gran i Lycksele församling och senare i Nederkalix församling, och dottern Christina Hernodius som gifte sig med fältväbeln Jacob Boström i Lövångers socken.